# Dicranota vanduzeei
Dicranota vanduzeei är en tvåvingeart som först beskrevs av Alexander 1930.  Dicranota vanduzeei ingår i släktet Dicranota och familjen hårögonharkrankar. Inga underarter finns listade i Catalogue of Life.